# Dianella caerulea
Dianella caerulea, es una planta perenne perteneciente a la familia Xanthorrhoeaceae, subfamilia Hemerocallidoideae, que se encuentra en los estados del este de Australia y Tasmania.

## Descripción
Es una planta herbácea perennifolia que alcanza un tamaño de un metro de altura, las hojas son alargadas de color verde oscuro y de 70 cm de largo. Las flores de color azul en primavera y verano son seguidas por las bayas de color índigo. Se adapta fácilmente al cultivo y se ve comúnmente en los jardines de Australia.

## Taxonomía
Dianella caerulea fue descrita por John Sims y publicado en Botanical Magazine 15: , t.505, en el año 1801.
Variedades aceptadas
- Dianella caerulea var. caerulea
- Dianella caerulea var. cinerascens R.J.F.Hend.[7]